# Калъчли
 Тази статия е за селото в Турция.  За селото в Пловдивско вижте Генерал Николаево.  
Калъчли (на турски: Büyükkılıçlı) е село в европейската част (Източна Тракия) на Турция, околия Силиврия, вилает Истанбул.

## География
Селото е разположено на около 80 км западно от град Истанбул и на 12 км от околийския център Силиврия.

## История
Калъчли присъства в статистиката на професор Любомир Милетич от 1912 г. като едно българско семейство от селото, се е изселило, защото е отказало де приеме исляма и се е залелило в Ямболска околия.